# Zhang Zhizhong
Zhang Zhizhong o  Chang Chi-chung (Chaohu, 27 ottobre 1890 – Pechino, 6 aprile 1969) è stato un generale e politico cinese, membro del Guómín Gémìng Jūn della Repubblica di Cina e successivamente un politico pro-comunista nella Repubblica popolare cinese.
Inizialmente vicino a Chiang Kai-shek e alla sua politica, apparteneva all'ala sinistra del Kuomintang, che auspicava la collaborazione con i comunisti contro l'Impero giapponese e la nazionalizzazione delle compagnie possedute da stranieri.
Nel 1949 passò a Mao Zedong, assumendo importanti incarichi, quali quello di Vicepresidente del Consiglio nazionale della difesa (1954-1969) e quello di Vicepresidente del Congresso nazionale del popolo (1965-1969).
Durante i sommovimenti della Rivoluzione culturale evitò persecuzioni grazie alla protezione di Zhou Enlai.